# Helen Czerski
Helen Czerski   (Manchester, 1 de novembre de 1978) és una física i oceanògrafa britànica i presentadora de televisió. És investigadora al departament d'enginyeria mecànica del University College de LondresAnteriorment va estar a l'Institut d'Investigació de So i Vibracions de la Universitat de Southampton.

## Biografia
Els seus avis eren professors a Silèsia. L'avi, com molts habitants de Silèsia, va ser destinat a la força a l'exèrcit alemany durant la Segona Guerra Mundial. Va fugir-ne i es va reunir amb la seva dona i els seus fills a Itàlia. Després la família va emigrar a Gran Bretanya. El seu pare, Jan, va néixer a Polònia el 1941.
Czerski es va criar a Altrincham, prop de Manchester, i va formar-se a l'Altrincham Grammar School for Girls. Es va graduar al Churchill College de Cambridge, amb graus de Mestratge en Arts, Mestratge en Ciències i un doctoraten física d'explosius experimentals, particularment ciclotrimetilentrinitramina.

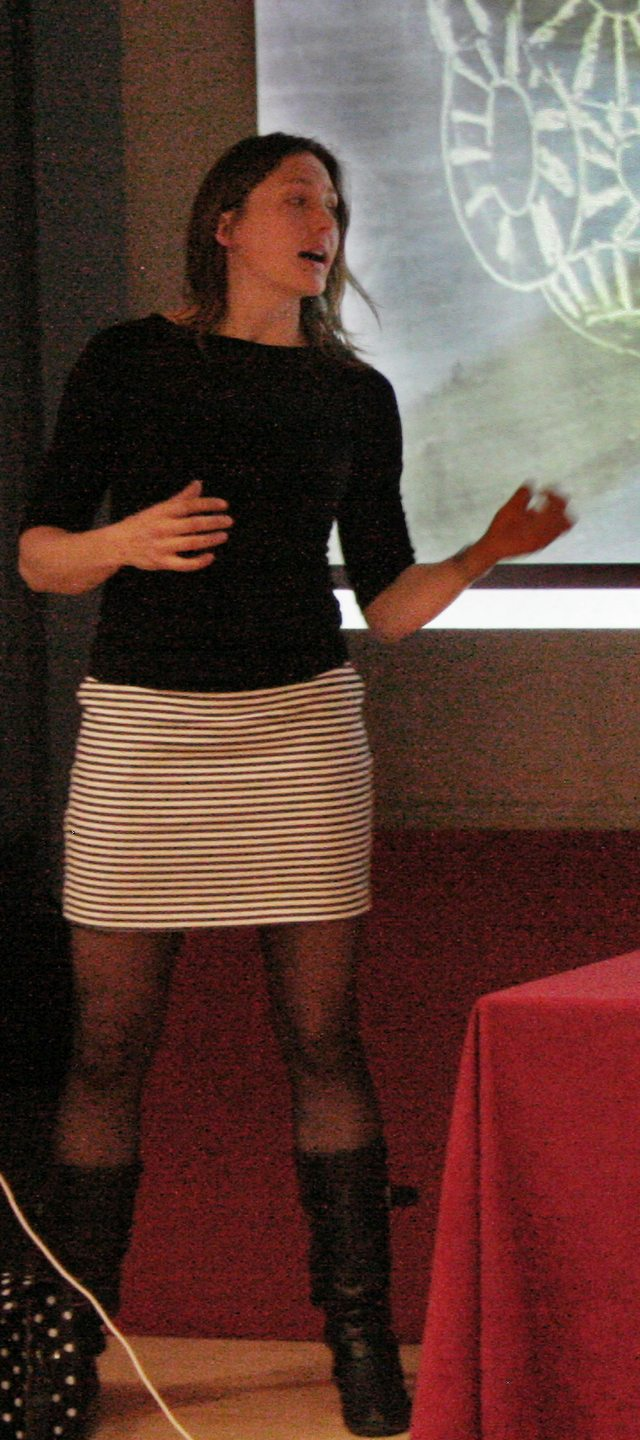
Helen Czerski presentant una diapositiva d'ella, dibuixant amb guix una alga Coccolithophyceae al Festival de Ciència de Cambridge del 2013

## Presentadora de televisió
Czerski és presentadora científica habitual de la BBC. El seus programes inclouen:
- Orbit: Earth's Extraordinary Journey, una sèrie de tres parts a la BBC Two, març de 2012, copresentada amb Kate Humble.[11]
- Operation Iceberg, una sèrie de dues parts a la BBC Two, octubre de 201.[12]
- The Transit of Venus, BBC Two, juny de 2012, Horizon.[13]
- Stargazing Challenges, BBC Two.
- Dara Ó Briain's Science Club, BBC Two.
- The Secret Life of the Sun, BBC Two, juliol de 2013.[14]
- Pop! The Science of Bubbles, BBC Four, abril de 2013.[15]
- The £10 Million Challenge, un Horizon que va llançar el Premi Longitude el 2014.[16]
- What's Wrong with Our Weather?, juliol de 2014, Horizon, copresentat amb el meteoròleg John Hammond, que examinava les possibles causes del clima extrem de la Gran Bretanya i el que connecta tots els hiverns extrems recents.[17]
- Super Senses: The Secret Power of Animals, agost de 2014, sèrie en tres parts per a BBC Two[18]
- Colour: The Spectrum of Science, una sèrie de tres parts per a BBC Four sobre els 15 colors que expliquen la història de la Terra, la vida i el descobriment científic.[19]
- Dangerous Earth, novembre de 2016, una sèrie de sis parts per a la BBC que mostra com la nova tecnologia de càmeres revela el funcionament intern de les meravelles naturals més espectaculars de la Terra.
- The Infinite Monkey Cage, BBC Radio 4, 16 de gener de 2017.
- Sound Waves: The Symphony of Physics, març de 2017, una sèrie en dues parts.
- From Ice to Fire: The Incredible Science of Temperature, febrer del 2018, una sèrie en tres parts.
- WMG Future Batteries | Fully Charged, 20 de febrer de 2019.[20]
- Ocean Autopsy: The Secret Story of Our Seas, juny de 2020, una pel·lícula de 90 minuts.[21]

També ha aparegut al Museum of Curiosity (BBC Radio 4) i és presentadora ocasional del programa de televisió web i podcast Fully Charged.
Czerski té una columna habitual a la revista BBC Science Focus i va ser preseleccionada per a columnista de l'any als premis PPA 2014.

## Publicacions
- Storm in a Teacup: The Physics of Everyday Life. Bantam Press, 2016. ISBN 0593075420 la versió en italià del qual va guanyar la tercera edició (2018) del Premio ASIMOV Arxivat 2020-11-30 a Wayback Machine. (premi Asimov) al millor llibre de divulgació científica publicat a Itàlia.
- Czerski, Helen. Bubbles (en anglès).  Londres: Ladybird Books, 1 de novembre 2018. ISBN 978-0-7181-8829-0.
- Czerski, Helen. Blue Machine: How the Ocean Works (en anglès).  Londres: Transworld Publishers, 1 de juny 2023. ISBN 978-1-9117-0910-7.

## Guardons
El 2018, Czerski va guanyar la Medalla i Premi Thomson, la Medalla i Premi Kelvin de l'Institute of Physics per les seves contribucions a la popularització de la física de la vida quotidiana a una audiència mundial de milions de persones a través de programes de televisió, un llibre de divulgació científica, columnes de diaris i xerrades públiques.

## Contribucions
Czerski col·labora habitualment a BBC Science Focus a la columna 'Everyday Science' i al Wall Street Journal a la columna 'Everyday Physics'.

## Recerca
La investigació de Czerskise centra en la temperatura, les bombolles oceàniques, l'acústica de les bombolles, la transferència de gas aire-mar i l'òptica de les bombolles oceàniques.